# Adapidae
Os adapídeos (latim científico: Adapidae) eram uma família de primatas estrepsirrinos muito primitivos, surgidos no Eoceno Inferior Holártico.

## Taxonomia
- Subfamília Cercamoniinae
- Subfamília Adapinae